# 琼·科纳
琼·伊丽莎白·科纳（英語：Joan Elizabeth Kirner，AC，1938年6月20日—2015年6月1日），原姓Hood，澳大利亚维多利亚州女性政治人物，为工党籍，毕业于墨尔本大学，曾担任维多利亚州议会议员（1982-1994）、州工党领袖（1990-1993）及州长（1990-1992）等职务，是该州的首位女性州长。